# Bundesvision Song Contest 2014
La decima edizione del Bundesvision Song Contest si è svolta il 20 settembre 2014 presso il Lokhalle di Gottinga nella Bassa Sassonia, in seguito alla vittoria di Bosse nell'edizione precedente.
Il concorso si è articolato in un'unica finale, condotta da Stefan Raab, Sandra Rieß ed Elton (come inviato nella green room).
I vincitori della manifestazione furono i Revolverheld in rappresentanza di Brema, portando così al länder la sua prima vittoria.
In questa edizione ci furono dei ritorni: gli stessi Revolverheld infatti avevano già preso parte all'edizione 2006, Marteria rappresentò il Meclemburgo-Pomerania Anteriore nel 2009), i Jupiter Jones rappresentarono Renania-Palatinato nel 2011), i Flo Mega rappresentarono Brema nel 2011), Andreas Bourani rappresentò la Baviera nel 2011), i DCVDNS rappresentò la Saarland nel 2013 come parte degli Inglebirds e, infine, Philipp Breitenstein rappresentò la Turingia nel 2013 come parte degli Duerer.
Anche in questa edizione, 7 stati su 16 si autoassegnarono i 12 punti, mentre l'Amburgo, l'Assia, il Baden-Württemberg, la Baviera, la Bassa Sassonia, la Renania Settentrionale-Vestfalia e la Sassonia si assegnarono 10 punti ciascuna, mentre Berlino si assegnò 8 punti e il Brandeburgo si assegnò 7 punti.
Il contest è stato trasmesso su ProSieben ed è stato visto da 1,44 milioni di spettatori.

## Stati federali partecipanti
| Stato                            | Artista                   | Brano                      | Lingua  |
| -------------------------------- | ------------------------- | -------------------------- | ------- |
| Amburgo                          | Nico Suave feat. Flo Mega | Gedicht                    | Tedesco |
| Assia                            | OK Kid                    | Unterwasserliebe           | Tedesco |
| Baden-Württemberg                | Max Mutzke                | Charlotte                  | Tedesco |
| Bassa Sassonia                   | Sierra Kidd               | 20.000 Rosen               | Tedesco |
| Baviera                          | Andreas Bourani           | Auf anderen Wegen          | Tedesco |
| Berlino                          | Miss Platnum              | Hüftgold Berlin            | Tedesco |
| Brandeburgo                      | Kitty Kat                 | Hochhaus                   | Tedesco |
| Brema (organizzatore)            | Revolverheld              | Lass uns gehen             | Tedesco |
| Meclemburgo-Pomerania Anteriore  | Marteria                  | Mein Rostock               | Tedesco |
| Renania-Palatinato               | Jupiter Jones             | Plötzlich hält die Welt an | Tedesco |
| Renania Settentrionale-Vestfalia | Maxim                     | Alles versucht             | Tedesco |
| Saarland                         | Inglebirds                | Getti                      | Tedesco |
| Sassonia                         | Sebastian Hackel          | Warum sie lacht            | Tedesco |
| Sassonia-Anhalt                  | Teesy                     | Keine Rosen                | Tedesco |
| Schleswig-Holstein               | Tonbandgerät              | Alles geht                 | Tedesco |
| Turingia                         | Duerer                    | Was gestern war            | Tedesco |

## Finale
| N° | Stato                            | Artista                   | Canzone                    | Punti | Posizione |
| -- | -------------------------------- | ------------------------- | -------------------------- | ----- | --------- |
| 01 | Baviera                          | Andreas Bourani           | Auf anderen Wegen          | 81    | 6º        |
| 02 | Amburgo                          | Nico Suave feat. Flo Mega | Gedicht                    | 28    | 10º       |
| 03 | Brandeburgo                      | Kitty Kat                 | Hochhaus                   | 10    | 15º       |
| 04 | Sassonia                         | Sebastian Hackel          | Warum sie lacht            | 10    | 15º       |
| 05 | Baden-Württemberg                | Max Mutzke                | Charlotte                  | 58    | 7º        |
| 06 | Turingia                         | Duerer                    | Was gestern war            | 25    | 11º       |
| 07 | Saarland                         | Inglebirds                | Getti                      | 12    | 14º       |
| 08 | Sassonia-Anhalt                  | Teesy                     | Keine Rosen                | 102   | 3º        |
| 09 | Assia                            | OK Kid                    | Unterwasserliebe           | 33    | 9º        |
| 10 | Bassa Sassonia                   | Sierra Kidd               | 20.000 Rosen               | 15    | 13º       |
| 11 | Renania Settentrionale-Vestfalia | Maxim                     | Alles versucht             | 46    | 8º        |
| 12 | Schleswig-Holstein               | Tonbandgerät              | Alles geht                 | 87    | 5º        |
| 13 | Meclemburgo-Pomerania Anteriore  | Marteria                  | Mein Rostock               | 101   | 4º        |
| 14 | Renania-Palatinato               | Jupiter Jones             | Plötzlich hält die Welt an | 124   | 2º        |
| 15 | Berlino                          | Miss Platnum              | Hüftgold Berlin            | 16    | 12º       |
| 16 | Brema                            | Revolverheld              | Lass uns gehen             | 180   | 1º        |

## Tabella dei voti
| Baden-Württemberg                | 58  | 10 | 7  | 3  |    | 3  | 3  | 5  | 2  | 3  | 6  | 6  | 1  | 2  | 1  | 4  | 2  |
| Baviera                          | 81  | 6  | 10 | 4  | 4  | 1  | 2  | 6  | 5  | 6  | 7  | 8  | 5  | 4  | 5  | 5  | 3  |
| Berlino                          | 16  | 1  |    | 8  | 3  |    |    |    | 3  |    | 1  |    |    |    |    |    |    |
| Brandeburgo                      | 10  |    |    | 1  | 7  |    |    |    |    |    |    |    |    |    | 2  |    |    |
| Brema                            | 180 | 12 | 12 | 12 | 12 | 12 | 12 | 12 | 10 | 12 | 12 | 10 | 10 | 12 | 10 | 10 | 10 |
| Amburgo                          | 28  |    |    |    |    | 7  | 10 |    | 1  | 1  |    | 2  | 4  |    |    | 3  |    |
| Assia                            | 33  | 2  | 3  |    |    | 4  | 4  | 10 |    |    | 2  |    | 7  |    |    |    | 1  |
| Meclemburgo-Pomerania Anteriore  | 101 | 5  | 6  | 6  | 8  | 8  | 8  | 3  | 12 | 5  | 3  | 5  | 3  | 7  | 8  | 7  | 7  |
| Bassa Sassonia                   | 15  |    | 1  |    |    |    |    | 1  |    | 10 |    | 1  |    |    |    | 2  |    |
| Renania Settentrionale-Vestfalia | 46  | 4  | 2  | 2  | 2  | 2  | 1  | 2  | 4  | 2  | 10 | 3  | 2  | 1  | 4  | 1  | 4  |
| Renania-Palatinato               | 124 | 7  | 5  | 7  | 10 | 10 | 6  | 8  | 8  | 7  | 5  | 12 | 8  | 8  | 7  | 8  | 8  |
| Saarland                         | 12  |    |    |    |    |    |    |    |    |    |    |    | 12 |    |    |    |    |
| Sassonia                         | 10  |    |    |    |    |    |    |    |    |    |    |    |    | 10 |    |    |    |
| Sassonia-Anhalt                  | 102 | 8  | 8  | 10 | 6  | 5  | 5  | 7  | 6  | 4  | 8  | 7  |    | 5  | 12 | 6  | 5  |
| Schleswig-Holstein               | 87  | 3  | 4  | 5  | 5  | 6  | 7  | 4  | 7  | 8  | 4  | 4  |    | 6  | 6  | 12 | 6  |
| Turingia                         | 25  |    |    |    | 1  |    |    |    |    |    |    |    | 6  | 3  | 3  |    | 12 |